# Tōgō-jinja

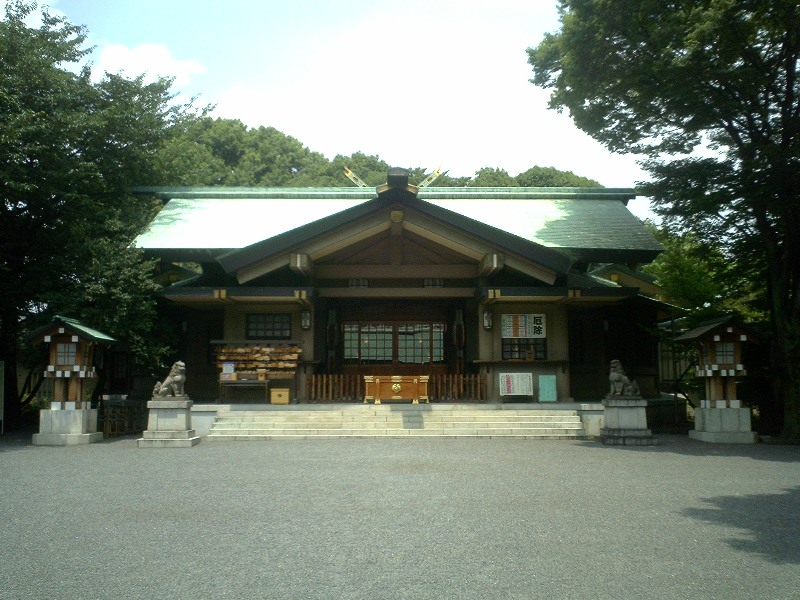
Sanctuaire Tōgō à Harajuku, Tokyo, Japon.

Le Tōgō-jinja (東郷神社) est construit en 1940 et consacré à l'amiral Tōgō Heihachirō peu après sa mort. Il se trouve à Harajuku, Tokyo au Japon.
Tōgō Heihachirō y est vénéré en tant que kami.
Un petit musée et une librairie consacrés à l'amiral sont situés dans l'enceinte du sanctuaire. Le Tōgō-jinja qui se trouve près de l'intersection de Takeshita-dōri et de l'avenue Meiji, est accessible à partir de la gare de Harajuku.
La dépouille de l'amiral est enterrée au cimetière Tama à Tokyo.
Jusqu'en 2010, les premier et quatrième dimanches de chaque mois, se tenait au sanctuaire l'un des meilleurs marchés aux puces de Tokyo avec quelque cent fournisseurs. Ce marché aux puces a été abandonné.

## Autres sanctuaires
Comme pour le général Nogi Maresuke dont plusieurs sanctuaires du Japon portent le nom (voir le Nogi-jinja de Tokyo), il existe d'autres sanctuaires Tōgō, par exemple celui de Tsuyazaki, préfecture de Fukuoka, à peu de distance du lieu de la bataille de Tsushima remportée par Tōgō.

## Référence
- (en) Cet article est partiellement ou en totalité issu de l’article de Wikipédia en anglais intitulé « Tōgō Shrine » (voir la liste des auteurs).